# Jiří Kosina
Jiří Kosina (24. dubna 1926 Týniště nad Orlicí – 5. července 2000) byl český hudební skladatel a sbormistr.

## Život
Byl učitelem hudby v Ústí nad Labem a současně studoval dirigování na Pražské konzervatoři u Pavla Dědečka. Po absolvování konzervatoře se stal sbormistrem opery ústeckého divadla. Jako sbormistr působil i v Českých Budějovicích a Opavě.

## Dílo (výběr)

### Jevištní díla
- Dřevaři (opera, 1950)
- Spartacus (opera, 1953)
- Salambo (balet, 1957)
- Šťastný návrat (balet, 1985)

### Orchestrální skladby
- Sázava (symfonická báseň, 1949)
- Fantasie pro klavír a orchestr (1949)
- Symfonie (1950)

### Vokální skladby
- Tři písně (1949)
- Zbojníkova milá (1949)
- 10 písní v národním slohu (1953)
- Drobničky (1955)